# جون كلانسي
جون كلانسي (بالإنجليزية: John Clancy)‏ هو موظف مدني أسترالي، ولد في 30 مايو 1895 في Glebe, New South Wales ‏ في أستراليا، وتوفي في 15 أكتوبر 1970 في رندويك ‏ في أستراليا.